# Maciej Bogucki
Maciej Bogucki (ur. 8 lutego 1979 w Warszawie) – polski pięcioboista nowoczesny. Medalista mistrzostw świata, Europy i Polski. Starszy chorąży Wojska Polskiego.

## Kariera
Był zawodnikiem MKS-MDK Warszawa i Legii Warszawa (1995-2004). Jego największymi sukcesami w karierze były dwa brązowe medale mistrzostw świata w sztafecie: w 2001 i 2002 (w obu startach z Andrzejem Stefankiem i Marcinem Horbaczem). W pozostałych startach na mistrzostwach świata zajmował miejsca: 2001 - 12 m. drużynowo, 2002 - 12 m. drużynowo, 53 m. indywidualnie, 2003 - 9 m. drużynowo, 9 m. w sztafecie, 2004 - 12 m. w sztafecie. Był również brązowym medalistą mistrzostw Europy w sztafecie w 2001 (z A. Stefankiem i M. Horbaczem). Dwukrotnie zdobył brązowy medal mistrzostw Polski (2000, 2001).